# Павел Душков
Павел Душков е български волейболист, централен блокировач, състезател на тима от волейболната Efbet Супер Лига на България ВК Сливнишки герой (Сливница), където старши треньор е Мартин Стоев.

## Биография
Роден е в Смолян, през 1992 година. Завършва ПГ„Академик Сергей Павлович Корольов“, а по-късно и Пловдивския университ „Паисий Хилендарски“.
Започва да играе в отбора на ВК Марек-Юнион Ивкони (Дупница), от 2008 до 2012 г. През Сезон 2012/2013 играе за ВК Арда (Кърджали).
През Сезон 2013/2014 играе за АС Монако Волейбол (Монако), а след това се завръща в Марек-Юнион Ивкони, където играе от 2014 до 2016 г.
Заминава за Плоещ, Румъния, където играе за местния ВК Триколур ЛМВ, като играе от 2016/2017 до Сезон 2019/2020.
За трети път се завръща в Дупница, като играе ма Марек до края на 2020 година в Супер лигата.
От 2021 г. е част от ВК Сливнишки герой (Сливница), като същата година става Шампион на Висшата волейболна лига с тима на ВК Сливнишки герой.